# Androphobus viridis
La zordala papú (Androphobus viridis) es una especie de ave paseriforme de la familia Psophodidae endémica de Nueva Guinea. Es la única especie del género Androphobus.

## Distribución y hábitat
Se lo encuentra únicamente en las montañas del oeste de Nueva Guinea.